# Westelijke roodrugsaki
De westelijke roodrugsaki (Chiropotes chiropotes)  is een zoogdier uit de familie van de sakiachtigen (Pitheciidae). De wetenschappelijke naam van de soort werd voor het eerst geldig gepubliceerd door Alexander von Humboldt in 1811.

## Taxonomie
Vroeger werd met C. chiropotes naar de Oostelijke roodrugsaki verwezen en met C. israelita naar de westelijke roodrugsaki. Echter, het is gebleken dat zowel C. chiropotes en C. israelita naar de westelijke soort verwijzen en dus is Chiropotes israelita een synoniem. De oostelijke roodrugsaki heet sindsdien Chiropotes sagulatus.

## Voorkomen
C. chiropotes bewoont noordelijk Brazilië en zuidelijk Venezuela.